# 尤里·涅斯捷羅夫
尤里·涅斯捷羅夫（俄语：Юрий Нестеров，羅馬化：Yurii Nesterov，1956年1月25日—）是一名俄裔比利時數學家，凸優化專家，在高效算法的開發和數值優化分析方面比較擅長。他目前是魯汶天主教大學的教授。

## 生平
1977年，涅斯捷羅夫在莫斯科國立大學應用數學系畢業。1977年至1992年，他是俄羅斯科學院他中央數學經濟研究所的一名研究員。自1993年以來，他一直在魯汶天主教大學工作，特別是來自魯汶工程學院的數學工程、運籌學和計量經濟學中心。
2000年，涅斯捷羅夫獲得丹齊格獎。
2009年，涅斯捷羅夫獲得約翰·馮·諾伊曼理論獎。
2016年，涅斯捷羅夫獲得EURO金質獎章。

## 學術研究
涅斯捷羅夫最著名的是他在凸優化方面的研究，包括其在2004年的著作，被認為是該主題的經典參考資料。他的主要創新貢獻是一種加速版的梯度下降法，其收斂速度比普通的梯度下降法快得多。這種方法有時被稱為「FISTA」，由Beck和Teboulle在2009年的論文《一種用於線性逆向問題的快速迭代收縮-閥值算法》中進一步發展。
他與阿爾卡迪·內米羅夫斯基在1994年的著作中首次指出內點法可以解決凸優化問題，也是第一次對半正定規劃（SDP）進行系統性研究。在這本書中，他們還介紹了自洽函數，這對牛頓法的分析很有幫助。

## 外部連結
- 尤里·涅斯捷羅夫的官方網站 （页面存档备份，存于）